# Tiro ai Giochi della I Olimpiade - Rivoltella libera
Il torneo di rivoltella libera dei giochi della I Olimpiade fu uno dei cinque eventi sportivi, riguardanti il tiro a segno dei primi Giochi olimpici moderni, tenutosi ad Atene, l'11 aprile 1896.
Hanno partecipato alla competizione 4 atleti provenienti da tre nazioni. La gara, che si svolse nel poligono di Kallithea, era riservata ai soli atleti maschi, come tutte le competizioni dell'Olimpiade di Atene 1896.
Ogni partecipante sparò un totale di 30 colpi, divisi in sei sequenze di cinque spari; la distanza era fissata a 25 m. Gli statunitensi John e Sumner Paine, che utilizzavano come armi le pistole Colt, molto superiori a quelle degli altri partecipanti, lasciarono agli altri partecipanti la gara di rivoltella libera solo perché non avevano le armi di calibro giusto, motivo per il quale vennero squalificati. Il vincitore fu il greco Iōannīs Fragkoudīs, seguito dal connazionale Geōrgios Orfanidīs; terzo si piazzò il danese Holger Nielsen, mentre l'inglese Sidney Merlin non terminò la gara.

## Risultati
| Piazz. | Tiratore           | Punteggio   | Colpiti     |
| ------ | ------------------ | ----------- | ----------- |
|        | Iōannīs Fragkoudīs | 344         | 23          |
|        | Geōrgios Orfanidīs | 249         | 20          |
|        | Holger Nielsen     | Sconosciuto | Sconosciuto |
| 4      | Sidney Merlin      | Ritirato    | Ritirato    |